# Shawnee (Oklahoma)
Shawnee es una ciudad ubicada en el condado de Pottawatomie en el estado estadounidense de Oklahoma. En el año 2010 tenía una población de 29 857 habitantes y una densidad poblacional de 258,06 personas por km².

## Geografía
Shawnee se encuentra ubicada en las coordenadas 35°20′33″N 96°56′2″O / 35.34250, -96.93389 (35.342474, -96.933775).

## Demografía
Según la Oficina del Censo en 2000 los ingresos medios por hogar en la localidad eran de $27 659 y los ingresos medios por familia eran $35 690. Los hombres tenían unos ingresos medios de $29 792 frente a los $20 768 para las mujeres. La renta per cápita para la localidad era de $15 676. Alrededor del 17,8% de la población estaban por debajo del umbral de pobreza.